# نادي ملوان
نادي ملوان (بالفارسية: باشگاه فوتبال ملوان بندر انزلى) ، وهي نادي رياضي لكرة القدم في إيران، أسست سنة 1968 ، وتقع مقرها في مدينة بندر انزلي الإيرانية.

## روابط إضافية
- Malavan Official Website
- Malavan Fan site